# Ghulāt
Ghulat (em árabe: غلت; em português, "extremista" ou "exagerado") é um adjetivo derivado do substantivo Ghuluww (em árabe: غلاة; em português, "extremismo" ou "exagero") utilizado pelos muçulmanos das correntes majoritárias para qualificar os grupos minoritários xiitas que, segundo a maioria, exageram a importância de certos membros da família do profeta Maomé, sobretudo Ali, atribuindo a divindade a essas pessoas, o que, segundo os sunitas, é proibido pelo islã.
Entre as comunidades religiosas por vezes consideradas como ghulāt temos os shabaks,, os qizilbash, os alevi da Turquia, os takhtajis, os Ahl-i Haqq, os alauitas da Síria e a ordem dos bektashis.